# Корпорация Ad Libitum
«Корпорация Ad Libitum» — российский триллер, режиссёрский дебют Полины Ольденбург, снятый по её собственному сценарию.
Съёмки проходили летом 2016 года. Фильм был снят на частные средства инвестора Натальи Кочетовой. Продюсером фильма выступил Илья Шемятов.
В 2019 году на фестивале «Амурская осень» в Благовещенске фильм получил две статуэтки «Золотой журавль» — Гран-при фестиваля и приз за лучшую режиссуру. В 2020 году на фестивале «Восемь женщин» картина была удостоена премии в номинации «Дебют», а на фестивале «Золотой Феникс» в Смоленске — «Рубинового Феникса» за лучший дебют. В 2020 году фильм был показан на кинофестивале «Окно в Европу» в программе «Выборгский счёт».
30 ноября 2020 года вышел трейлер. 15 января 2021 года в Казани состоялся предварительный показ. Премьера в кинотеатрах России состоялась 21 января 2021 года.

## Сюжет
В поисках сенсации тележурналист Герман Крылов обнаруживает некий закрытый клуб для богатых — корпорацию Ad Libitum, которая продаёт чувство любви. Выходцы из этого клуба поголовно оказываются в беде. Начав собственное расследование, Герман внедряется в Ad Libitum под видом клиента, чтобы разоблачить мошенников, но, как и другие, попадает в ловушку, из которой трудно выбраться.

## В ролях

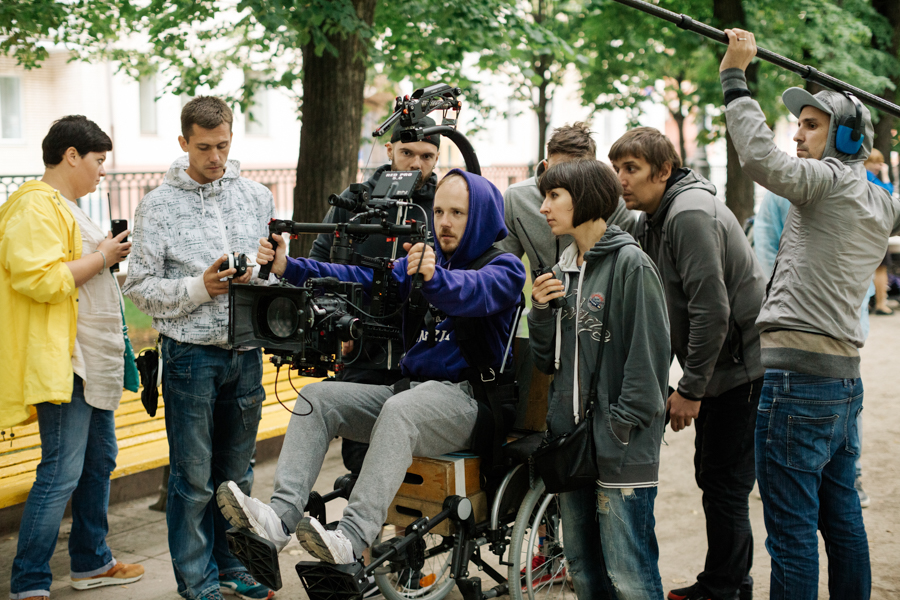
Съёмочный процесс. 2016 г.

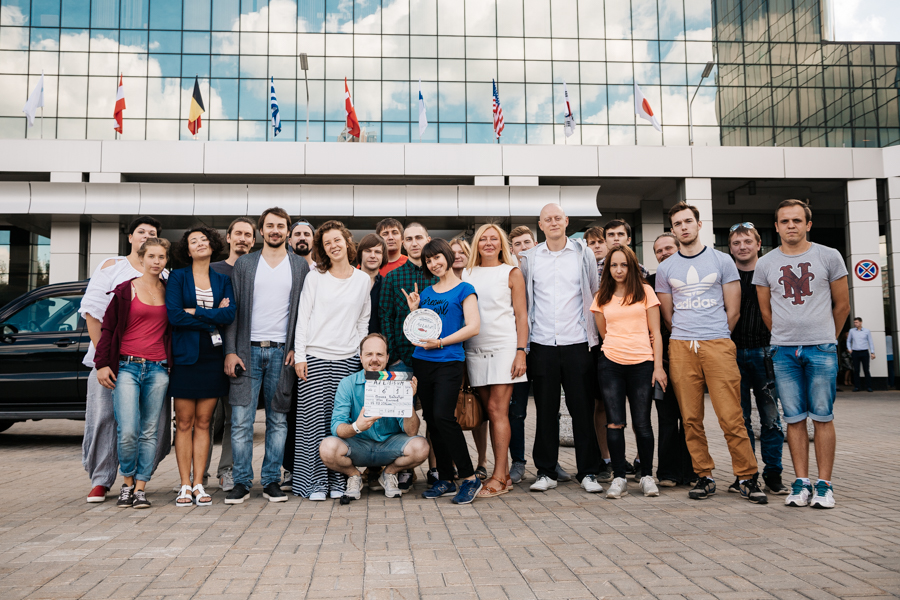
Съёмочная группа фильма.

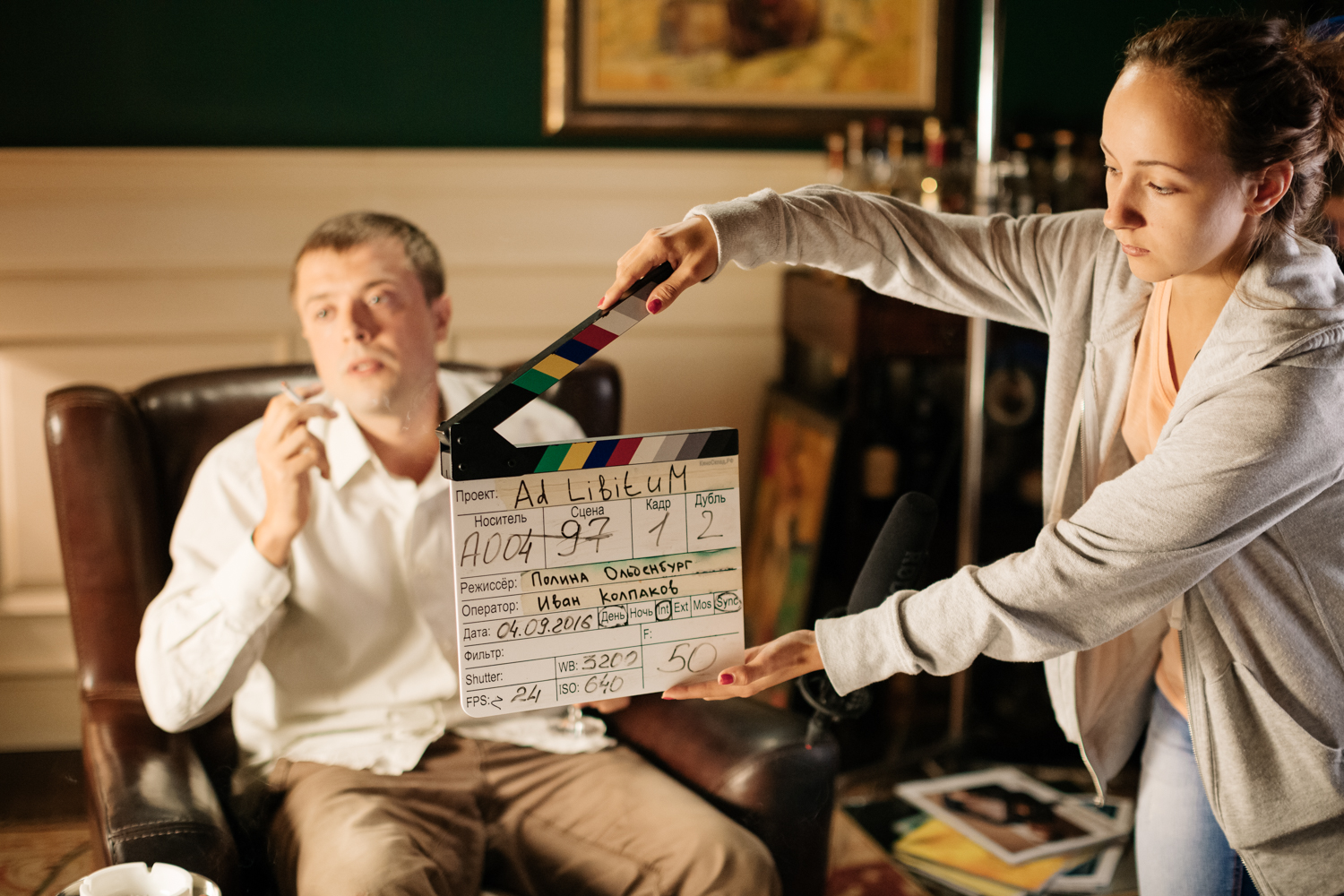
Александр Ильин мл. на съёмках фильма.

| Актёр               | Роль                                  |
| ------------------- | ------------------------------------- |
| Шамиль Хаматов      | Герман Крылов телевизионный журналист |
| Игорь Петренко      | президент Ad Libitum                  |
| Дарья Белоусова     | девушка, в которую влюбляются все     |
| Евгения Крегжде     | Ника художница, невеста Германа       |
| Антон Фёдоров       | Фил друг Германа                      |
| Кристина Бабушкина  | редактор                              |
| Карэн Бадалов       | Артур Мамедов                         |
| Иван Стебунов       | клиент Ad Libitum                     |
| Александр Ильин мл. | химик                                 |
| Егор Рыбаков        | Олег оператор                         |
| Дмитрий Тихонов     | Митя                                  |
| Виктория Чернышёва  | Вика                                  |
| Дмитрий Шаракоис    | художник                              |
| Олег Морозов        | Александр Евгеньевич                  |
| Михаил Довженко     | модератор пресс-конференции           |
| Полина Ольденбург   | певица                                |

## Критика
Фильм был высоко оценён российскими кинокритиками.
Кирилл Разлогов, президент Гильдии киноведов и кинокритиков России: «Картина „Корпорация Ad Libitum“ оказалась интереснее, чем мне показалось в первые минуты. После банального социально-обличительного начала произошёл внезапный поворот, превративший фильм в психологическую драму и триллер, который полностью захватил моё внимание. Часто я выключаю кино, посмотрев первую треть, — мне уже всё понятно, а эту картину досмотрел до конца. Неожиданные сюжетные ходы дают основания полагать, что эта лента сможет заинтересовать не только квалифицированного, но и массового зрителя. Несмотря на то, что в картине есть немного ученического, оригинальность концепции и стремление отразить не только внешнюю канву сюжета, но и внутренние переживания персонажей делают фильм явлением вполне незаурядным на нашем кинонебосклоне. В особенности если помнить, что речь идёт о малобюджетной дебютной ленте. Я бы рекомендовал смотреть эту картину не отвлекаясь, поскольку сюжетные хитросплетения требуют внимательного к себе отношения».
Сусанна Альперина («Российская газета»): «В картине есть и наивность, и простота, но неискренности — нет. Поэтому смотреть её легко и интересно. Кроме того, всегда можно поставить себя на место героев, мысленно пройти „собеседование“ и понять, хочется ли любви, какой и почему. И сравнить свои желания и возможности с теми, что есть у героев. И разобраться с самым главным из них: он приобрёл или потерял, заплатил высокую цену или легко отделался? Вопросов возникнет много».
Ася Заболоцкая («Киноафиша»): «У фильма достаточно короткий хронометраж, не дотягивающий даже до полутора часов. В то же время картина ощущается не как быстротечная и короткая история в силу долгих и протяжных диалогов между главным героем, психологом и идеальной девушкой, в которую невозможно не влюбиться».